# Allium rothii
Allium rothii är en amaryllisväxtart som beskrevs av Joseph Gerhard Zuccarini. Allium rothii ingår i släktet lökar, och familjen amaryllisväxter. Inga underarter finns listade i Catalogue of Life.

## Bildgalleri

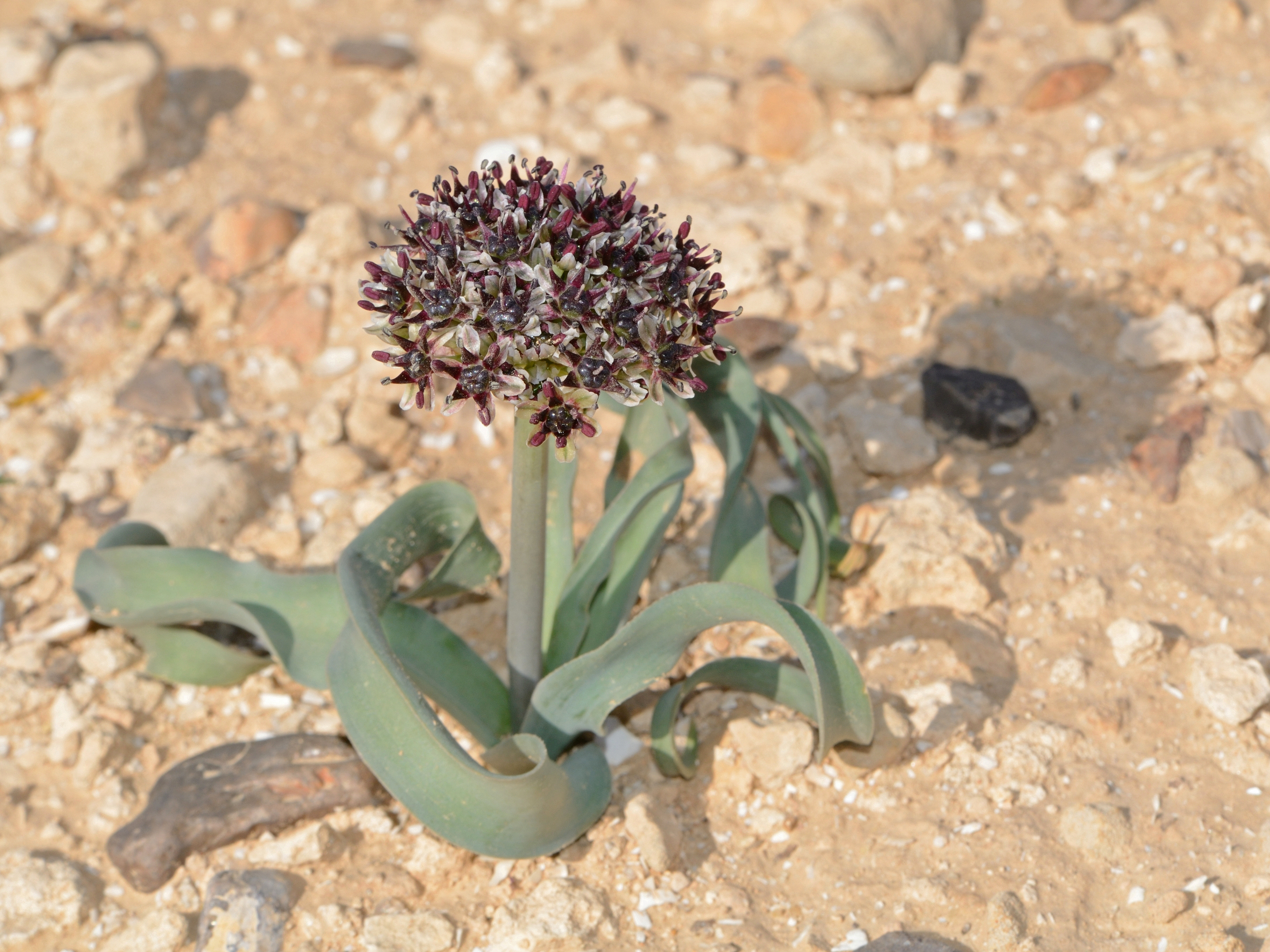
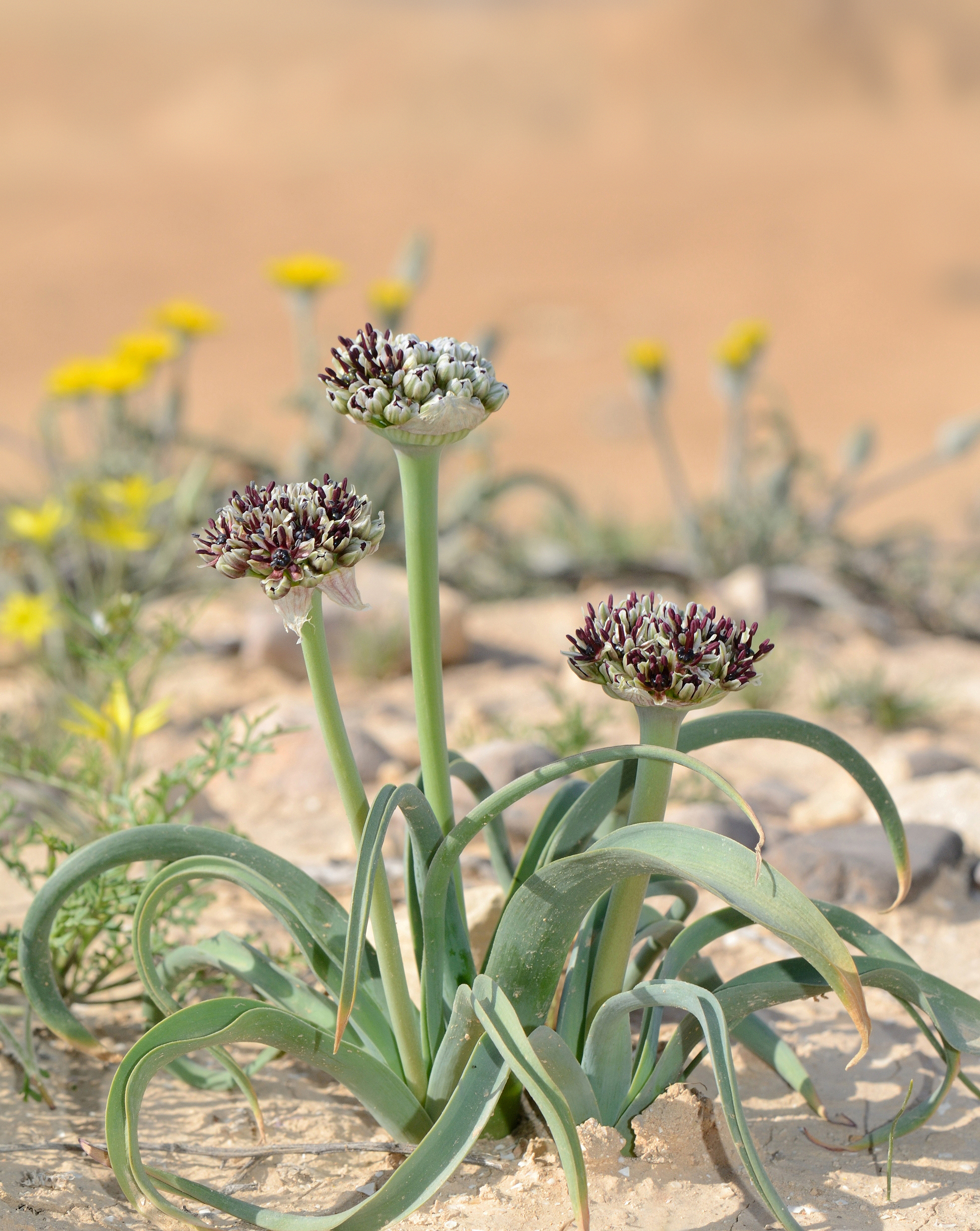